# لیا فیزر
لیا فیزر (انگلیسی: Léa Fazer؛ زادهٔ ۲۰ آوریل ۱۹۶۵) کارگردان نمایش، کارگردان فیلم، فیلم‌نامه‌نویس و بازیگر اهل سوئیس است.
از فیلم‌هایی که وی در آن‌ها نقش داشته است، می‌توان به در میان موج‌ها اشاره نمود.